# جونا شارب
جونا شارب (بالإنجليزية: Jonah Sharp)‏ هو دي جيه وملحن بريطاني، ولد في القرن العشرين في لندن في المملكة المتحدة.

## وصلات خارجية
- جونا شارب على موقع IMDb (الإنجليزية)
- جونا شارب على موقع ميوزك برينز (الإنجليزية)
- جونا شارب على موقع ميوزك برينز (الإنجليزية)
- جونا شارب على موقع أول ميوزيك (الإنجليزية)
- جونا شارب على موقع أول ميوزيك (الإنجليزية)
- جونا شارب على موقع ديسكوغز (الإنجليزية)
- جونا شارب على موقع ديسكوغز (الإنجليزية)